# Joodadditiegetal
Het joodadditiegetal of joodgetal is het aantal gram jood dat aan 100 gram van een olie of vet (zoals plantaardig of dierlijke olie of vet) gebonden kan worden. Een vergelijkbare eenheid is het broom(additie)getal, waarin broom zowel in het experiment als in het begrip de plaats van het jood heeft ingenomen (zie bij geschiedenis). Het jood addeert aan de dubbele bindingen van de onverzadigde vetzuren in het vet of de olie. Daarmee is het joodadditiegetal een maat voor het aantal dubbele bindingen in de olie of het vet. In de margarinebereiding is dit een belangrijk gegeven. Hoe meer dubbele bindingen in de gebruikte olie of vet, hoe lager het smeltpunt van de ermee gemaakte margarine. Voor constante eigenschappen van de geleverde margarine is het noodzakelijk dit gegeven bij elke nieuwe partij olie of vet (een natuurproduct, dus geen constante samenstelling) vast te stellen en eventueel te corrigeren (harden van vet).
De eenheid van het joodadditiegetal is gram jood per 100 gram olie of vet (uitgedrukt als gI2/100g). Vaak wordt het getal echter eenheidsloos weergegeven.

## Geschiedenis
De margarine-industrie is rond 1870 gestart. Snel was duidelijk dat de graad van verzadiging van het gebruikte vet of olie belangrijk was. In de chemie waren toen alleen de gravimetrische bepalingen als analysemethode goed uitgewerkt. Ook de koppeling van halogeen aan de olie werd via weging vastgesteld. Omdat jood per dubbele binding het grootste massaverschil oplevert was dat het element van keuze. De massa-toename door jood, respectievelijk broom en chloor is ongeveer 3:2:1. Het nadeel is dat de reactie, ondanks een katalysator (vaak een kwikverbinding, dus giftig), nog steeds vrij traag verloopt.
Tegenwoordig wordt de bepaling uitgevoerd door broom met de olie of het vet te laten reageren. Deze reactie is wel snel. Afhankelijk van de experimentele opzet wordt 
- ofwel met kaliumbromaat getitreerd in een zure oplossing in aanwezigheid van een overmaat kaliumbromide en is het verschijnen van de eerste hoeveelheid broom het equivalentiepunt,
- ofwel er wordt een bekende overmaat broom toegevoegd aan de olie of het vet, waarna de overmaat met jodide tot jood reageert. Het ontstane jood wordt jodometrisch met natriumthiosulfaat op stijfsel getitreerd. Het verbruikte thiosulfaat geeft aan hoe groot de overmaat broom was, waarna de hoeveelheid broom die met het vet of de olie gereageerd heeft berekend kan worden.

De analytische verwisseling van jood door broom heeft ertoe geleid dat men soms ook van het broomadditiegetal is gaan spreken. Vanwege de kleinere molmassa van broom ten opzichte van jood levert dit ook andere getallen op. Om verwarring te voorkomen wordt de massa broom echter vaak omgerekend naar de massa jood die gereageerd zou kunnen hebben. Het joodadditiegetal wordt daarmee bromometrisch bepaald.